# Roche Papier Ciseaux (film)
Pour l’article homonyme, voir Roche-papier-ciseaux.
Pour plus de détails, voir Fiche technique et Distribution.
Roche Papier Ciseaux est un film québécois réalisé par Yan Lanouette Turgeon et scénarisé par Yan Lanouette Turgeon et André Gulluni. Il a été sélectionné comme film d’ouverture pour les Rendez-vous du cinéma québécois en février 2013.

## Synopsis
Quittant sa réserve pour un avenir meilleur, Boucane, un ado autochtone, rencontre Normand, un ancien caïd maintenant contraint à faire des « p’tites jobs » pour la pègre chinoise. Lorenzo, un vieil Italien à faible revenu, cherche à faire un coup d’argent pour exaucer le dernier souhait de sa femme mourante. Vincent, médecin radié de la profession, tente de s’affranchir de sa dette envers l'organisation qui l’emploie.
Les destins des trois hommes se croisent de façon inattendue un soir d'éclipse.

## Fiche technique
- Titre original : Roche Papier Ciseaux
- Titre anglais ou international : Rock Paper Scissors
- Réalisation : Yan Lanouette Turgeon
- Scénario : André Gulluni et Yan Lanouette Turgeon
- Musique : Ramachandra Borcar
- Directeur artistique : David Pelletier
- Décors : Frédéric Devost
- Costumes : Carmen Alie
- Coiffure : Ghislaine Sant
- Maquillage : Djina Caron
- Photographie : Jonathan Decoste
- Son : Yann Cleary, Olivier Calvert, Bernard Gariépy Strobl
- Montage : Carina Baccanale
- Production : Christine Falco
- Société de production : Films Camera Oscura
- Société de distribution : Filmoption International
- Budget : 3 millions de dollars[1]
- Langue originale : français
- Format : couleur, DCP, format d'image 2,35:1
- Genre : drame, thriller
- Durée : 116 minutes
- Dates de sortie :
  - Canada : 21 février 2013  (première mondiale - 31e Rendez-vous du cinéma québécois au cinéma Impérial)[2]
  - Canada : 22 février 2013  (sortie en salle au Québec)
  - Canada : juin 2013  (DVD)

## Distribution
- Roy Dupuis : Vincent
- Remo Girone : Lorenzo Fumetti
- Samian : Boucane
- Roger Léger : Normand Lamoureux
- Frédéric Chau : Muffin (Mue Fan)
- Fanny Mallette : Clara
- Marie-Hélène Thibault : Beverley
- Réjean Lefrançois : Jovial
- Louis Champagne : Bobby
- France Pilotte : Pierrette
- Victoria Zinny : Rosa Maria
- Claude Despins : le prêtre
- Marco Collin : le frère de Boucane
- Carl Alacchi : propriétaire de l'épicerie
- Michel Perron : concurrent obèse
- Frédéric Savard : camionneur raciste

## Production
Le film a été financé par Téléfilm Canada, la SODEC, le Fonds Harold Greenberg, le Fonds Québecor, Radio-Canada et Super Écran, et distribué par Filmoption international. Les scénaristes ont pris sept ans pour écrire le scénario. Le film a été tourné en 26 jours avec un budget de 3 millions (CAD). 
La musique du film est signée par Ramachandra Borcar (aussi connu comme DJ RAM). Le titre de la version sous-titrée en anglais est Rock Paper Scissors.
Le film compte avec la présence de Roy Dupuis (dans le rôle du médecin Vincent), star du cinéma canadien. Samian, qui incarne le jeune Boucane, est un rappeur québécois d'origine algonquine, dont ce film est la première expérience au cinéma en tant qu’acteur. Remo Girone, qui incarne un vieil immigrant italien nommé Lorenzo, joue aux côtés de Victoria Zinny, son épouse dans le film comme dans la vraie vie. Frédéric Chau, qui incarne le bras droit d'un mafieux chinois, est un acteur et un humoriste sino-français.